# 杰罗姆·布鲁纳
傑羅姆·布魯納（Jerome S. Bruner，1915年10月1日—2016年6月5日），美國心理學家，他的貢獻是教育心理學中的認知學習理論。
1915年10月1日，布魯納生於美國紐約。1937年畢業於杜克大學。1941年獲得哈佛大學心理學博士學位。1952年－1972年任哈佛大學教授。1960年創建哈佛大學認知研究中心。1972年－1980年任牛津大學教授。1980年以後任紐約大學教授。曾任美國心理學會主席。

布魯納認為思想基於分類。「感覺是分類，概念化是分類，學習是分類，決定是分類。」布魯納維護人們用相同與不同說法解釋世界。

與布盧姆分類學相同，布魯納建議以編碼系統解釋人們組成關於分類的等級安排。每個類別隨著更高層次而變得更加具體，此論點亦呼應布盧姆對獲取知識的理解以及維谷斯基鷹架理論的相關想法。

他還建議思考有兩種基本方式：故事性思考和典範式思考。故事性思考以它和生活的似真性說服人不由自主地相信其內容，它創造假說而不需要驗證，只能以「好壞」評估故事的價值；而典範式思考則以事服人，追求普遍性真理，以驗證假說建立形式的、實徵的證明，求令其可重複驗證和具有預測力，「對錯」和證據是否充分成為其評估標準。「故事」的模式處理人的意向、行動及其變化和結果，著重的是整體過程和特殊經驗；「典範」的模式則試圖找到一些超越特殊經驗的抽像原理原則。

## 敘事研究
1991年，布魯納在美國芝加哥大學出版社的人文學術期刊《批评探索》發表文章，標題為〈敘說建構的真實〉。他認為人們以敘說過程中所要探索的「心理真實」，來決定將片斷的經驗置於具連貫性與整體性的脈絡中加以獲得。文中他提出人們的心理會透過文化產品（如語言和其他符號體系）的調解，建構出其對真實的意識。他特別集中將敘事的理念視為這些文化產品之一。布魯納詳細說明敘事研究的十種特徵：
1. 歷時性：指在時間序列上，對事情的描述，此時間非鐘錶上的時間，而是人類的時間。
2. 特殊性：敘說中的特殊事物，用來參照用。儘管有些事件可能處於含糊籠統的狀態。
3. 意圖的必要性：為了與故事中的事件有合理的關連，主角必須被賦予特定的意圖，以便能說明事件發生的理由，例如信仰、慾望、理論、價值觀等。
4. 可構性：故事是在部分和整體之間不停的穿梭構造而成，敘事必具備這種被構造的特性。
5. 正規性與裂隙：敘說的可說性，依賴故事生產中必存的「裂隙」，這裂隙就是故事中不明白的東西。
6. 參照性：指故事部分和整體之間的參照，而非對自然、物理世界真實的參照。
7. 敘事的文類：指人們對敘說文本性質的分類，可當成一種理解方式或表達方式，如瞭解故事是屬於喜劇、悲劇、或高潮迭起的懸疑劇。
8. 敘事的規範：規範並非一成不變，會隨著時空有所改變，總之，要在一般人理解狀況下，規範才會發生。
9. 脈絡敏感性與可協商性：理解敘事者的脈絡，並與之協商，而達到讀者與說者之間的依存與共識。
10. 敘事的累積：不斷的將過去的故事累積下來，集成一個族群的「文化」，所以敘事的「可累積性」便造成了更多的「大故事」傳承下去。

布魯納指出，敘說會反過來教人們真實的本質，而真實的本質是由人的心靈通過敘說而建構，因此十大特徵能立即描述出故事，敘說便會建構和假定出真實。

## 螺旋式課程
在不同的階段使課程內容重複出現，但逐漸擴大內容並加深加廣。

## 著作

### 書
- 《教育過程》，1960。
- 《思想研究》(1962)，紐約：Wiley。
- 《朝教育理論的方向》, 1966。
- 《兒童的談話：學習使用語言》，1987。
- 《真實的思想，可能的世界》(1987)，哈佛大學出版社。
- 《意義的行為》(1991)，哈佛大學出版社。
- 《教育的文化》(1996)，哈佛大學出版社。

### 部分文章參考
- Wood, D、布魯納和Ross, G.(1976)。個別指導解決問題的角色，兒童心理學和精神病學雜誌，17, 89-100。
- 傑羅姆.布魯納 (1987)。Life as Narrative，社會研究(Social Research)， 54;1, 11-32。
- 傑羅姆.布魯納 (1991)。敘說建構的真實（The Narrative Construction of Reality），批評探索（Critical Inquiry）， 18:1, 1-21. 芝加哥：芝加哥大學出版社。

## 外部連結
- 紐約大學布魯納網站 （页面存档备份，存于）
- PsiCafe